# Sprague (Nebraska)
Sprague és una població dels Estats Units a l'estat de Nebraska. Segons el cens del 2000 tenia 146 habitants.

## Demografia
Segons el cens del 2000, Sprague tenia 146 habitants, 59 habitatges, i 42 famílies. La densitat de població era de 433,6 habitants per km².
Dels 59 habitatges en un 32,2% hi vivien nens de menys de 18 anys, en un 62,7% hi vivien parelles casades, en un 1,7% dones solteres, i en un 28,8% no eren unitats familiars. En el 20,3% dels habitatges hi vivien persones soles l'11,9% de les quals corresponia a persones de 65 anys o més que vivien soles. El nombre mitjà de persones vivint en cada habitatge era de 2,47 i el nombre mitjà de persones que vivien en cada família era de 2,86.
Per edats la població es repartia de la següent manera: un 21,9% tenia menys de 18 anys, un 6,8% entre 18 i 24, un 34,2% entre 25 i 44, un 23,3% de 45 a 60 i un 13,7% 65 anys o més.
L'edat mediana era de 41 anys. Per cada 100 dones de 18 o més anys hi havia 83,9 homes.
La renda mediana per habitatge era de 40.000 $ i la renda mediana per família de 40.000 $. Els homes tenien una renda mediana de 33.750 $ mentre que les dones 22.000 $. La renda per capita de la població era de 20.203 $. Cap de les famílies i el 2,8% de la població estaven per davall del llindar de pobresa.

## Poblacions més properes
El següent diagrama mostra les poblacions més properes.